# João de Mello Macedo
João de Mello Macedo (Cássia, 8 de fevereiro de 1905  — Tanabi, 18 de outubro de 1981), também conhecido sob o pseudônimo de João D'Oeste, foi influente poeta, jornalista, desenhista, palestrante, conferencista, historiador e político no Noroeste Paulista, muito reconhecido na história da cidade de Tanabi (SP), cidade cujos hino e brasão por ele foram idealizados, inclusive. Também foi fundador da cidade de Macedônia (SP), em 7 de maio de 1945. Viveu 75 anos e faleceu de "nefrapatologia maligna". 

## Nascimento e adolescência
João de Mello Macedo nasceu em 5 de fevereiro de 1905, na cidade mineira de Cássia, filho de Ana Cândido de Mello Macedo e Vanefredo Crispiniano de Macedo. Teve três irmãos: Nenê, Onorica e Anita. A mãe morreu durante o parto e o pai também logo faleceu. O menino foi adotado pelos tios, Maria Augusta de Azevedo Mello e João Cândido de Mello. Tinha entre os familiares os escritores Antonio Cândido e Odilom Azevedo.
Estudou no liceu de Muzambinho e em 1917, aos 12 anos, publicou seu primeiro livro, Primeiras Poesias. Em 1920, entrou para a Faculdade de Farmácia e Odontologia de Pouso Alegre. Neste período, participava de redações junto de José Carlos Lisboa, jornalista e poeta da sua cidade natal. Por volta dos dezessete anos, participou da Semana de Arte Moderna, em São Paulo, onde ganhou notoriedade como escritor.

## Início da vida adulta no Noroeste Paulista
Depois de diplomar-se em Farmácia, João de Mello Macedo ingressou no curso de Medicina, em Belo Horizonte, mas desistiu no quarto ano de curso. Na oportunidade, mudou-se para a zona da Alta Araraquarense, mais precisamente para a cidade de Tanaby, para cuidar dos interesses dos pais, donos de grande quantidade de terras na região. Estabelece uma pequena farmácia, tornando-se boticário no vilarejo, com o qual desenvolveu instantânea relação de afeto, como fica evidente num poema intitulado Tanabi, escrito por ele em 28 de fevereiro de 1925: "É a Terra Promettida, a Nova Chanaã/Que o forasteiro acolhe e materna o agasalha/Para o manso labor de uma luta mais sã,/Em que a loira seára é o campo de batalha".
Em 13 de julho de 1928, adquire a Pharmacia União, situada na Rua Coronel Militão nº 463, das mãos do proprietário Euclydes Barbosa Lima, pela quantia de 23.418$400 (vinte três contos, quatrocentos e dezoito mil e quatrocentos réis).  No mês de dezembro de 1943, foi nomeado prefeito de Tanabi pelo interventor federal Fernando Costa e exerceu o cargo até março de 1945.

## Produção literária
Depois de lançar Primeiras Poesias, em 1917, em 1935 João de Mello Macedo editou outro livro, Arribada, pela Empreza Graphica da Revista dos Tribunaes. A obra, que originalmente se chamaria Província, foi assinada com o pseudônimo de João D'Oeste e trata de elementos da natureza pintados com a cor local sertanista. Onze anos depois, pela mesma editora, lançou Versos de Outro Tempo que continha 24 sonetos e 8 poesias de outras formas. Os exemplares desta edição ficaram encaixotados e foram cedidos gradativamente a amigos e entidades assistenciais escolhidos a dedo. O poeta temia que o livro fosse muito "forte para a época". 
Em dezembro de 1961, João de Mello Macedo trouxe à luz Cântico do Pioneiro, onde experimentou-se como vers-libriste. O livro trata de temas como a terra, a mata, os bichos, o trabalho anônimo dos caminhoneiros, caçadores, grileiros, as estradas de ferro e os heróis desconhecidos da colonização do Oeste.
Atuou como roteirista, escrevendo as peças A Berganha, O Môcho, Enzimas entre outras encenadas no Teatro Municipal de São Paulo. Além disso, traduziu a Divina Comédia, de Dante e Oficial da Guarda, de Foren Molnar. Era poliglota, dominando o italiano, espanhol, árabe, francês, grego e latim.

## Vida conjugal e familiar
João de Mello Macedo namorou a professora de francês Raquel Gauch, com quem se casou na cidade de Aparecida após ganhar um prêmio da loteria, em data imprecisa.  Juntos, adotaram uma criança, José Carlos da Silva, que ganhou a alcunha de Zezé Macedo. Raquel faleceu em 17 de fevereiro de 1965, por conta de coma cerebral. Zezé morreu quinze anos depois, em 1980, um ano antes do pai adotivo.
Em 1967, numa viagem à cidade de Cunha, no Estado de São Paulo, a pretexto de visitar uma tia paterna que completava 90 anos, João conheceu a prima Maria Macedo Núbile Silva, com quem se casou em 12 de outubro do mesmo ano. Maria Macedo, como ficou conhecida, faleceu na residência da família em 20 de abril de 2007.

## Colaborações na imprensa
- A Gazeta da Farmácia, sem referência de localidade
- Boi Zebú, sem referência de localidade
- A Vanguarda, Cássia (MG)
- A Vanguarda, hoje Diário de Votuporanga, Votuporanga (SP)
- Gazeta, Porto Alegre (RS)
- Jornal do Comércio, Rio de Janeiro (RJ)
- O Bandeirante do Livro, Rio de Janeiro (RJ)
- O Globo, São Paulo (SP)
- O Município, Tanabi (SP)

## Contribuições sociais
- Aéro Clube de Mirassol, sócio-fundador e membro-diretor
- Aéro Clube de Ribeirão Preto, sócio-benemérito, 1953
- Aéro Clube de Tanabi, fundador e presidente
- Associação Rural de Tanabi, fundador e presidente
- Ateneu Paulista, fundador
- Clube dos Tangarás, sócio-fundador
- Escola Técnica Visconde de Mauá de Tanabi, fundador
- Grêmio Literário e Recreativo de Tanabi, sócio-fundador, diretor e presidente
- Hospital São Vicente de Paula de Tanabi, co-fundador
- Lar dos Idosos de Tanabi, co-fundador
- Lions Clube de Tanabi, companheiro e presidente
- Sociedade de Etnografia e Folclore do Departamento de Cultura do Estado de São Paulo, delegado regional, 1937
- Tanabi Cestobol Clube, sócio-fundador
- Tênis Clube de Tanabi, sócio-fundador
- Tiro de Guerra de Tanabi, colaborador na instalação